# Bondusi, Velîka Bahacika
Bondusi (în ucraineană Бондусі) este un sat în comuna Rokîta din raionul Velîka Bahacika, regiunea Poltava, Ucraina.